# Неофит (Неводчиков)
Архиепископ Неофи́т (в миру Никола́й Васи́льевич Нево́дчиков; 1819, Санкт-Петербург — 9 (23) марта 1910, Измаил) — епископ Русской православной церкви, архиепископ Кишинёвский и Хотинский. Духовный писатель.

## Биография
Родился в 1819 году в Петербурге в дворянской семье. Впоследствии его отец служил секретарем Екатеринославской Духовной консистории. Закончил Екатеринославскую духовную семинарию.
В 1840 году поступил в Московскую духовную академию, которую окончил в 1844 году со степенью кандидата богословия.
С 1844 по 1850 годы был секретарём при Александре Скарлатовиче Стурдза, дипломате, писателе по религиозным вопросам. В его доме в Одессе общался со многими известными деятелями литературы, искусства и Церкви. Не раз встречался в Одессе с Николаем Гоголем, приезжавшим в Одессу.
После «ещё одного образования», полученного у Стурдзы, 1 ноября 1850 года становится преподавателем Кишинёвской духовной семинарии.
18 мая 1858 года рукоположён во священника и определён законоучителем Одесского сиротского дома.
С 1861 года — преподаватель Одесской духовной семинарии.
С 15 декабря 1864 года — инспектор Херсонской духовной семинарии.
С 1868 года — законоучитель Одесского коммерческого училища и Одесской 2-й прогимназии.
3 апреля 1876 года возведён в сан протоиерея.
Написал много статей и духовных стихотворений. Принимал участие в издании местных Епархиальных Ведомостей и издавал под своей редакцией «Одесский Воскресный Листок» — еженедельное общедоступное издание. Сотрудничал в детских журналах А. О. Ишимовой «Лучи» и «Звездочка» и в «Одесском Вестнике», помещая статьи религиозно-нравственного содержания и стихотворения, за подписью «Диктиодис» (перевод фамилии Неводчиков на греческий язык).
17 мая 1880 года пострижен в монашество, а 25 мая возведён в сан архимандрита.
10 августа 1880 года хиротонисан в Одессе во епископа Елисаветградского, викария Херсонской епархии. Одновременно становится настоятелем Одесского Успенского мужского монастыря.
С 6 августа 1883 года — епископ Туркестанский и Ташкентский с кафедрой в городе Верный.
По воспоминаниям «… предстал ожидавшим его гражданам старичком с закрытыми глазами, с жиденькой бородой до пояса, и с длинными, спускающимися по обе стороны груди волосами. Черная ветхая ряса на почти высохшем теле и помятая черная камилавка на голове…».
Жил и работал на архиерейской дачи, установил на Поклонной горе Крест до 10 аршин. С тех пор гора над рекой Малой Алматинкой стала называться «Крестовая».
Объездил все малые приходы своей епархии, укрепляя свою епархию. Издал указ о сооружении храмов епархии только из жжёного кирпича или дерева, по утверждённым архитектурным проектам, с ведома и по благословению правящего архиерея. Это решение внесло благоприятные коррективы в дальнейшее церковное строительство Туркестанского края.
Поддержал дело создания обители на Иссык-Куле, начатое его предшественником Александром (Кульчицким). Благодаря ему благое начинание основания обители сдвинулось «с мёртвой точки». В 1886 году монастырская братия пополняется 11 иноками Свято-Михайловской Афонской Закубанской пустыни, прибывшими в Туркестан вместе с игуменом Михаилом (Глушковым). В Иссык-Кульском монастыре обустроил берёзовую аллею по берегу Долгого залива, которая стала именоваться «неофитовская».
С 1885 по 1889 год различные области нынешнего Казахстана и Кыргызстана, тогда входившие в состав Туркестанского края, подверглись землетрясениям. Мужественно перенёс страшное землетрясение 28 мая 1887 года, отпел его жертвы, восстановил разрушенные храмы.
11 июля 1888 года правящий архиерей совершил освящение новосозданного Ташкентского Спасо-Преображенского собора, великолепнейшего храма, одного из самых больших и лучших в Туркестане.
С 21 ноября 1892 года — архиепископ Кишинёвский и Хотинский.
26 января 1898 году уволен на покой по преклонности лет в Измаильский архиерейский дом Кишинёвской епархии.
С 1901 года проживал в частном доме в Измаиле. Литературных и церковно-исторических трудов не оставлял до глубокой старости. Печатался также в «Библиографических Записках», в «Русском Архиве» и «Кишиневских Епархиальных Ведомостях».
Скончался 9 марта 1910 года. Был захоронен в Храме Св Николая Чудотворца в с. Матроска в 1960 годах перезахоронен на сельском кладбище.

## Сочинения
- «Две статьи о Стурдзе» // «Одесский Вестник» 1854—1855 гг.
- «Воспоминание о Н. В. Гоголе» // «Библиографические Записки» 1859, стр. 263—268
- Знакомство и переписка А. С. Стурдзы с высокопреосв. Филаретом Московским / Неофит . — Одесса : Гор. тип., 1868. — 48 с.
- Евгений Булгарис, архиеп. Славянский и Херсонский. Одесса, 1875
- «Житие святителя Христовa Николaя, aрхиепископa Мир Ликийских, Чудотворцa» // Одесский воскресный листок. 1876 г.; Воскресный день. 1890 г.
- «Переписка с А. А. Невским» // «Чтение в Обществе Любителе Духовного просвещения» 1909—1910. И отдельное, Москва, 1910.
- «Серия духовных стихотворений». «Кишинёвские Епархиальные Ведомости» 1908, № 19-21.
- «О начале и распространении христианства в Кишиневской епархии».